# Hialuronato de sodio
El hialuronato de sodio (SH) (de "hyaloid", relativo al humor vítreo de los ojos de las vacas, de donde se aisló, y "ácido urónico", uno de los componentes del ácido) es la sal sódica del ácido hialurónico. También llamada ácido hialurónico sal sódica, se trata de un polímero estable que se encuentra naturalmente en los organismos vivos, aunque en menor medida que la sal potásica de ese mismo ácido, el hialuronato de potasio. Fisiológicamente se encuentra en órganos como los huesos, el corazón, los ojos, los pulmones y principalmente en la piel. Forma parte del colágeno.
A medida que pasan los años, la cantidad de esta sustancia en el cuerpo disminuye. Esto suele manifestarse en la piel, dejándola menos hidratada y dando lugar a rugosidades y flacidez. Sin embargo, aunque en la piel estos signos son más evidentes, esta sustancia también se localiza en el líquido articular o sinovial. Gracias a ello las articulaciones están correctamente lubricadas y así pueden funcionar de forma apropiada. El campo donde más se emplea es el de la medicina estética (tratamientos y cremas para frenar los signos de la edad, especialmente en el rostro). Esta sustancia hidrata profundamente y ayuda a recuperar volumen y densidad en la piel, el órgano más grande del cuerpo. Las articulaciones que más suelen recurrir a la aplicación de dicha sustancia son las rodillas, la cadera o los dedos pulgares.

## Características
Se trata de una sal derivada del ácido. En concreto, es una de las formas de sal del ácido. Si bien es cierto que el ácido hialurónico sal sódica se encuentra dentro del propio cuerpo, no se considera un “ingrediente natural”. Tiene un peso molecular elevado, lo que hace que la penetración en la piel sea algo más compleja cuando se apuesta por tratamientos de aplicación tópica, como por ejemplo cremas. [cita requerida]
Con tal de facilitar este proceso de absorción, se suele extraer la sal de sodio que contiene, obteniendo así hialuronato de sodio. Este último cuenta con mayor estabilidad y con un peso molecular más ligero que el ácido hialurónico, por lo que resulta más sencillo que se absorba a través de los poros de la piel. Por ende, es capaz de llegar a las capas más profundas de esta.[cita requerida]
Las soluciones que contienen ácido hialurónico sal sódica a menudo son algo confusas en sus porcentajes. El hialuronato de sodio no se presenta en forma pura, sino de solución, habitualmente entre un 1 % o 2 %. El resto es agua. Y es que, si un compuesto contiene más de un 4%, puede acabar provocando el efecto contrario, es decir, resecar la piel.[cita requerida]
El hialuronato de sodio y la carboximetilcelulosa (SH-CMC) existen como anión en forma de abanico en pH fisiológico. La cadena de polímero mantiene el estado líquido, fácilmente en solución acuosa que se mezcla con CMC, y se presenta en forma de solución de sal isotónica para evitar daño celular medio. El hialuronato de sodio es altamente hidrofílico, no genera respuesta inmune y tiene capacidad viscoelástica. Puede mostrar una propiedad lubricante cubriendo la superficie del tejido.[cita requerida]

## Tiempo de vida
El hialuronato de sodio y la carboximetilcelulosa (SH-CMC) actúan en la superficie por un periodo de siete a veinte (7-20) días. Posterior a ese tiempo, la totalidad del producto es absorbido naturalmente por el cuerpo, sin generar una respuesta inmunitaria.[cita requerida]

## Historia
El ácido hialurónico fue descubierto por Karl Meyer y John W. Palmer en 1934. Aislaron esta sustancia por primera vez del humor vítreo del ojo de bovino.
A finales de la década de 1970 y a principios de la década de 1980, la sal sodio del ácido hialurónico, el hialuronato de sodio, se usaba con los nombres comerciales Hylartin e Hylartin Vetused en ensayos clínicos con seres humanos y para fines veterinarios (carreras de caballos) para tratar la osteoartritis. El primer producto comercial con hialuronato de sodio fue desarrollado por Endre Alexander Balazs con el nombre Healon, y fue fabricado por Pharmacia AB en Suecia en 1980.
En 1986, el hialuronato de sodio se usó como inyección intraarticular para el tratamiento de la osteoartritis de la rodilla usando un producto llamado Hyalart/Hyalgan, elaborado por el laboratorio italiano Fidia.